# Ритикове
Ри́тикове (до 1955 року — хутір Ритикове) — село в Україні, у Довжанській міській громаді Довжанського району Луганської області. Населення становить 96 осіб.
Знаходиться на тимчасово окупованій території України.

## Географія
Загальна площа села — 0,94 км². Село розташоване у східній частині Луганської області за 28 км від Довжанська. Найближча залізнична станція — Довжанська, за 14 км.

## Історія
У 1908 році виникло як німецький хутір Гехтен-Хутір, також Редиков, до 1917 року — Область Війська Донського, Таганрозький округ; у радянський період — Ровеньківський та Дмитрівський райони. Лютеранське село на орендованій землі. Лютеранська парафія Розенфельд. Землі 360 десятин у користуванні німецької громади. 
7 (20) листопада 1917 року, відповідно до Третього Універсалу Української Центральної Ради, увійшло до складу Української Народної Республіки.  
В 1955 році отримало статус села.
12 червня 2020 року, відповідно до Розпорядження Кабінету Міністрів України № 717-р «Про визначення адміністративних центрів та затвердження територій територіальних громад Луганської області», увійшло до складу Довжанської міської громади.
19 липня 2020 року, в результаті адміністративно-територіальної реформи та ліквідації  колишніх Довжанського (1938—2020) та Сорокинського районів, увійшло до складу новоутвореного Довжанського району.

## Населення
За статистичними даними 1904 року населення села становило 131 особу.
За даними перепису 1926 року населення села становило 246 — із них 209 німців.

### Мова
Розподіл населення за рідною мовою за даними перепису 2001 року:
| Мова       | Кількість | Відсоток |
| ---------- | --------- | -------- |
| російська  | 55        | 57.29%   |
| українська | 41        | 42.71%   |
| Усього     | 96        | 100%     |

За даними перепису 2001 року населення села становило 96 осіб, з них 42,71 % зазначили рідною мову українську, а 57,29 % — російську.